# 毛叶川冬青
毛叶川冬青（学名：Ilex szechwanensis var. mollissima）为冬青科冬青属下的一个变种。

## 扩展阅读
- 維基物種上的相關：毛叶川冬青